# Trevor Stewart
Trevor Stewart (20 de maio de 1997) é um atleta estadunidense, campeão olímpico.
Nos Jogos Olímpicos de Verão de 2020, conquistou a medalha de ouro na prova de revezamento 4x400 metros masculino com o tempo de 2:55.70 minutos, ao lado de Michael Cherry, Michael Norman, Bryce Deadmon, Rai Benjamin, Vernon Norwood e Randolph Ross.